# Polizeiruf 110: Über Bande
Über Bande ist ein deutscher Kriminalfilm von Manfred Stelzer aus dem Jahr 1995. Der Fernsehfilm erschien als 167. Folge der Filmreihe Polizeiruf 110.

## Handlung
In Schwerin stehlen die Schausteller-Brüder Erwin, Fritz und Franz Renz einen Lastwagen mit acht neuen Farbkopierern. Dabei benutzen sie den Copyshop-Schlüssel von Eleonore Pleinert, den diese in Erwins Spielothek hatte liegenlassen. Eleonore, in die Erwin verliebt ist und von der er sich daher auch gerne mit Falschgeld bezahlen lässt, hatte ihnen zuvor berichtet, dass ein Kopierer einen Wert von rund 70.000 D-Mark hat. Die LKW-Ladung zu stehlen, war jedoch eher ein Notplan, war ein Einzelgerät für die Brüder doch zu schwer, um es abzutransportieren. Plötzlich neu im Geschäft der Schwarzmarkthändler, begeben sich die drei mit dem LKW zunächst zu ihrem Onkel Paul, der einen Schrottplatz betreibt. Er vermittelt ihnen einen Kontakt, der die Kopierer möglicherweise abnimmt. Treffpunkt ist eine Raststätte an der Autobahn.
Kriminalhauptkommissar Jens Hinrichs und Kommissar Groth beginnen mit den Ermittlungen, weiß Hinrichs doch, dass Farbkopierer seit einiger Zeit zum Fälschen von Banknoten genutzt werden. Vor allem Osteuropa dient als Einfuhrgebiet von Blüten, weiß dort doch kaum jemand, wie die neue Währung auszusehen hat. Eleonore wird zu ihrem verschwundenen Schlüssel befragt; die Ermittler beschatten sie nach Dienstende und sehen, wie sie die Spielothek von Erwin Renz aufsucht. Die Familie Renz ist Groth gut bekannt, doch konnte den Mitgliedern nie eines der zahlreichen Kleindelikte nachgewiesen werden. Hinrichs und Groth fahren zum Schrottplatz, wo sie kleinere LKW-Teile finden, jedoch nichts Verwertbares. Groth hört das Telefonat mit, bei dem der Treff zur Abnahme der Kopierer besprochen wird. Auf der Raststätte treffen die beiden später zwar die Brüder Renz, doch ist ihr LKW leer. Aus den verblüfften Gesichtern der Brüder schlussfolgert Groth, dass ihnen selbst die Kopierer gestohlen wurden. Eine Befragung der Personen auf dem Rastplatz ergibt, dass die Brüder kurz vorher auf dem Rastplatz gegenüber im Gespräch mit einem blonden Mann waren, der ein auffälliges Auto mit Hamburger Kennzeichen fuhr.
Hinrichs und Groth wird eine Dienstreise nach Hamburg bewilligt. Dort finden sie zwar nicht viel über den Fall heraus, nehmen jedoch die junge Thailänderin Siam Noy mit nach Schwerin, die Groth auf der Reeperbahn vor einem brutalen Mann gerettet hatte. Bald sind Groth und Hinrichs das Flurgespräch ihrer Arbeitsstelle. Kriminaldirektor Dr. Stuber ist wenig begeistert und ordnet die sofortige Rückführung Noys nach Hamburg an. Groth jedoch besorgt ihr eine Wohnung in Schwerin, die er nach und nach einrichtet.
Der blonde Hamburger – Rolf – kommt mit einem Kumpan nach Schwerin, gehört Noy doch zu seinen „Mädchen“. Er vermutet sie zunächst im Schweriner Bordell und wird schließlich auf die Spur der Brüder Renz gebracht. Als diese erneut von Rolf kontaktiert und bedroht werden, glauben sich an Schutzgelderpressung. Hinrichs und Groth, die wegen eines aus Erwins Laden stammenden falschen Geldscheins bei ihnen auftauchen, erkennen schnell, dass Rolf wegen Noy in Schwerin ist. Rolf findet Noy und will sie nach Hamburg bringen, wird jedoch von Groth und Hinrichs daran gehindert. Erst ein Machtwort Dr. Stubers, der weiß, dass Noys Verschwinden in Hamburg einen Bandenkrieg auslösen könnte, setzt die Rückführung Noys nach Hamburg durch. Zuvor können die Ermittler Teile des Farbkopierer-LKW auf Pauls Schrottplatz finden, sie nehmen Paul und kurz darauf auch die Brüder Renz fest. Nach Hamburg nehmen sie neben Noy auch Erwin mit. Sie wissen inzwischen, dass Eleonore seit dem Diebstahl der Kopierer verschwunden ist und ahnen, dass sie mit Rolf zusammenarbeitet. Über Erwin erhalten sie die Kontaktdaten Eleonores: Sie hält sich in einem kleinen Hotel an der polnischen Grenze auf. Die Ermittler stellen dort größere Mengen Bargeld in falschen Scheinen sicher und können Eleonore festnehmen. Sie hat die Renz-Brüder und Rolf für ihre eigenen Zwecke missbraucht und die Kopierer über die Grenze gebracht, während Rolf und die Brüder sich trafen. Auf der Wache treffen Hinrich und Groth kurz darauf auf die Renz-Brüder, die Noy in ihrer Mitte haben. Da sie in Hamburg legal lebte und auch keine familiären Bindungen hatte, haben Fritz und Franz sie zurück nach Schwerin gebracht, zumal Erwin sie ins Herz geschlossen hatte. Hinrichs sieht bereits die nächste Konfrontation mit Dr. Stuber kommen.

## Produktion
Über Bande wurde von Juli bis August 1994 in Schwerin und Umgebung sowie in Hamburg gedreht. Die Kostüme des Films schuf Stephanie Polo, die Filmbauten stammen von Ulrich Isfort. Der Film erlebte am 29. Januar 1995 in der ARD seine Fernsehpremiere. Die Zuschauerbeteiligung lag bei 19,7 Prozent.
Es war die 167. Folge der Filmreihe Polizeiruf 110. Die Kommissare Hinrichs und Groth ermittelten in ihrem 3. Fall. Die Folge wurde aus Anlass des Todes von Kurt Böwe im Juni 2000 vom Ersten im Rahmen der Programmänderung ausgestrahlt.
Groth wird in diesem Film abweichend mit dem Vornamen Karl angesprochen.

## Kritik
„Origineller Spaß mit echten Charakteren“, befand die TV Spielfilm. „Der grauen TV-Krimi-Landschaft hat der NDR ein glänzendes Nordlicht aufgesetzt“, schrieb Der Spiegel, und bescheinigte Über Bande „eine Dimension, in die er [der Fernsehkrimi] selten vorstößt, die des Humors und der Selbstironie“.